# 萨莫吉希亚起义

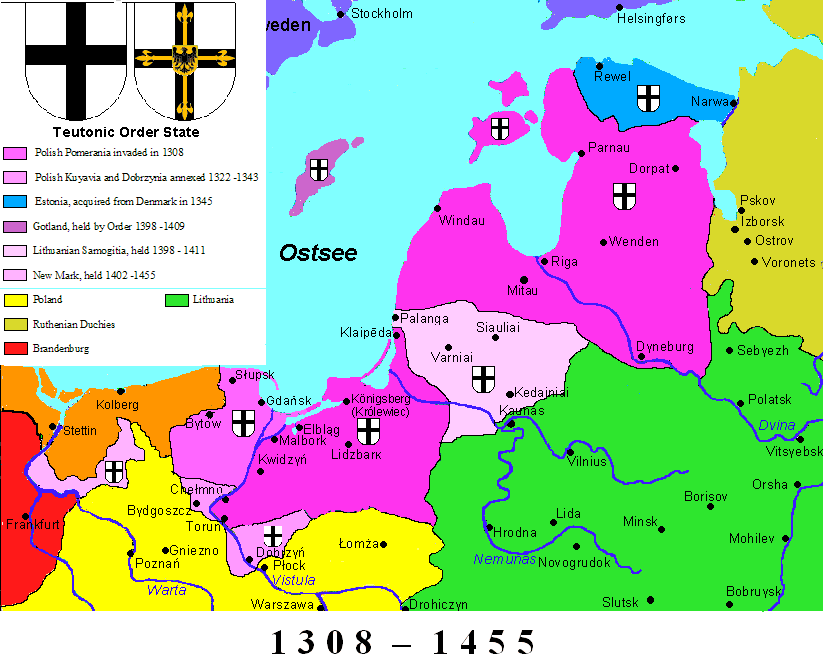
1455年的條頓騎士團 (粉紅色)。 萨莫吉希亚 (淡粉紅色) 將普魯士和利沃尼亞兩塊區域分割。是立陶宛唯一通往波羅的海的通道。

萨莫吉希亚起义是指在1401–1404以及1409兩次薩摩吉西亞人對抗條頓騎士團的起義。為了獲得條頓騎士團的軍事支援，萨莫吉希亚被立陶宛大公國维陶塔斯割讓給騎士團多次。但當地人民抵抗條頓的統治並要求维陶塔斯援助。第一次起義失敗，维陶塔斯亦再次確認先前合約中割讓萨莫吉希亚的承諾。但第二次起義激怒了條頓騎士團向波蘭宣戰。雙方敵意升高後導致了格伦瓦德之战 (1410)，一場中世紀歐洲最大的戰役。條頓騎士團被波蘭-立陶宛聯軍所擊敗，但圍繞萨莫吉希亚的外交和軍事衝突，一直到1422年的美羅和約才到一段落。